# Sternwarte Feuerstein

Sternwarte Feuerstein (2008)

Die Sternwarte Feuerstein befindet sich auf der Langen Meile, einer Region Oberfrankens etwa 35 km nördlich von Nürnberg. 
Sie liegt auf dem Berg zwischen der Stadt Ebermannstadt und dem Markt Eggolsheim in 499,5 m über NN und 500 m südlich des Flugplatzes Burg Feuerstein.
Neben wissenschaftlicher Himmelsbeobachtung steht die Volkssternwarte auch interessierten Besuchern, insbesondere Amateurastronomen und Schülern offen, um sie in populärwissenschaftlichen Veranstaltungen mit der Geschichte und neueren Erkenntnissen auf den Gebieten der Astronomie und Astrophysik bekannt zu machen.

## Geschichte
1999 gründeten etwa 20 Sternfreunde aus der Region das Observatorium. Da fast jedes Jahr Gebäude und Instrumente dazu kamen, stehen zurzeit etwa zehn optische Teleskope für Nachtastronomie wie auch für Sonnenastronomie, zwei kleine Radioteleskope (3 m und 4 m) und allerlei technisches Zubehör wie z. B. ein Echelle-Spektrograph den Astronomen und Besuchern zur Verfügung. In den letzten Jahren wurde dieses Angebot von etwa 3000 Besuchern jährlich genutzt.
2006 wurde der Bau eines Gebäudes mit Vortragsraum und Wohnbereich für Mitarbeiter und den Sternwartenleiter begonnen. Ein weiteres Gebäude für einen Astrografen und ein kleines Sonnenturmteleskop ist geplant.
2010 wurde ein Planetenwanderweg mit der Sternwarte als Zentrum eröffnet. Der Weg und die Modelle sind im Maßstab 1:3.000.000.000 angelegt. Hebegewichte an den Planetenstationen veranschaulichen die verschiedenen Schwerebeschleunigungen.
2023 entstand ein 10 m × 5 m Digital-Planetarium um ein „Schlechtwetterprogramm“ bieten zu können. Ebenso lassen sich am künstlichen Himmel die Himmelsmechanik (Bewegung der Planeten, Sterne, Kometen usw.) den Besuchern eindrucksvoll erklären.

## Aktivitäten
Die Hauptaufgabengebiete der Sternwarte sind:
- Die fotometrische, lichtelektrische Untersuchung und Erforschung von veränderlichen Sternen, Kometen, Meteoren, Meteorströmen, der Sonne und sonstiger extraterrestrischer Objekte
- Die Entwicklung und Herstellung wissenschaftlicher Geräte und Instrumente zur Himmelsbeobachtung und Auswertung der Beobachtungsergebnisse
- Bau von Satellitenkomponenten und deren Weltraumerprobung; z. B. der Kamera im  Rexus-III-Projekt im April 2006
- Öffentlichkeitsarbeit in Form von (nächtlichen) Himmelsführungen und Vorträgen, Jugendarbeit

## Instrumente
- Spiegelteleskope mit bis zu 36 cm Öffnungsweite. Ein Gerät mit 63 cm befindet sich im Bau
- Fernrohre mit bis 17 cm Öffnungsweite
- H-alpha Sonnenteleskop mit 4 cm Öffnungsweite
- Radioteleskop mit 3 m Durchmesser der Parabolantenne
- Kleinbild- und CCD-Kameras
- Echelle-Spektrograph